# Élections générales espagnoles de 1923
Les élections générales espagnoles de 1923 se sont en Espagne le dimanche 29 avril 1923, au suffrage universel masculin.
Il s’agit des dernières élections sous l’égide de la Constitution de 1876, celle-ci étant suspendue dès septembre 1923 à la suite du coup d'État  de Miguel Primo de Rivera.
Comme lors de toutes les élections tenues pendant la Restauration, elles donnent la majorité au parti nouvellement nommé au gouvernement, dans ce cas le Parti libéral, gouvernement présidé par Manuel García Prieto. Le résultat était en effet en grande partie déterminé à l'avance (« encasillado ») grâce à la fraude électorale systématique réalisée via le réseau de caciques déployé sur tout le territoire, car dans le régime politique de la Restauration, les gouvernements changeaient avant les élections et non après, comme c'est normalement le cas dans un régime parlementaire,,.

## Convocation et déroulement - Persistence de la fraude électorale
Les Cortès étant suspendues depuis décembre 1922, le gouvernement de Manuel García Prieto obtint du roi les décrets de dissolution et la convocation d'élections pour le 29 avril. Le 6 de ce mois, Conjunción Liberal présenta son programme électoral, dont le point fondamental était la démocratisation du système politique, par la réorganisation du Sénat, la réglementation de la suspension des garanties constitutionnelles, le maintien des séances des Cortès au moins quatre mois par an, entre autres mesures.
Cependant, le gouvernement ne se risqua pas à perdre les élections et eut recours aux méthodes classiques du régime pour obtenir une large majorité aux Parlement. Une lutte éclata alors au sein de Conjunción Liberal entre les six factions la composant, chacune cherchant à obtenir le plus grand nombre de postes dans l'encasillado pour accroître son poids politique dans la coalition et satisfaire les attentes de ses clientèles respectives (les « amis politiques »). Étant que le ministère de l'Intérieur — d'où étaient menées les manipulations électorales — était occupé par un garcíaprietista et les albistas, romanonistas et reformistas avaient de solides bases territoriales ; les grands sacrifiés furent les zamoristas et les gassetistas.
Les espoirs placés dans le nouveau gouvernement pour qu'il procède à une véritable démocratisation du système furent déçus. Le 22 avril, les candidatures qui avaient été élues en vertu de l'article 29 de la loi électorale de 1907 furent publieés : leur nombre s'élevait à 146 (86 libéraux et 50 conservateurs), si bien que plus d'un tiers de l'électorat fut privé de son droit de vote — dans certaines provinces comme Cordoue, aucun vote n'eut lieu car un seul candidat s'était présenté dans chacune des dix circonscriptions qui la composaient —. Dans les districts où il y eut bien des élections, le système caciquil joua son rôle habituel pour que les députés qui avaient été désignés dans l'encasillado soient élus, de sorte que les élections ne furent réellement authentiques que dans les grandes villes, comme à Madrid, où gagnèrent les socialistes gagnèrent, à la surprise générale. C'est ainsi que la coalition libérale a obtenu la majorité absolue attendue : 220 députés contre 121 conservateurs, 11 républicains, 7 socialistes, 6 carlistes et 22 appartenant à différents groupes régionalistes. Sur les 220 députés libéraux, 96 étaient garcíaprietistas, 48 romanonistas, 40 albistas, 20 reformistas, 8 gassetistas et 8 autres zamoristas.
Après les élections, Melquíades Álvarez fut nommé président du Congrès des députés et le comte de Romanones président du Sénat.
Les deux chambres furent dissoutes par la dictature de Primo de Rivera cinq mois plus tard, après le triomphe du coup d'État en Espagne en 1923.

## Résultats au Congrès
Les données indiquées doivent être considérées avec précaution, en raison de la difficile affectation de certains députés à chaque groupe (ou « faction »). Certains députés appartenaient à un parti particulier, mais se présentaient comme indépendants, dans une autre coalition ou dans des factions distinctes du parti.
| ← Élections générales espagnoles, 29 avril 1923 → |        |                                                    |
| Parti/Faction                                     | Sièges | Leader                                             |
| Parti libéral                                     | 182    | Manuel García Prieto                               |
| Démocrates libéraux                               | 87     | Manuel García Prieto                               |
| Libéraux romanonistes                             | 47     | Álvaro de Figueroa y Torres                        |
| Gauche libérale                                   | 25     | Santiago Alba Bonifaz                              |
| libéraux agraires                                 | 10     | Rafael Gasset Chinchilla                           |
| libéraux niçois                                   | 6      | Niceà Alcala-Zamora                                |
| libéraux indépendants                             | 7      |                                                    |
| Parti conservateur                                | 125    | José Sánchez Guerra                                |
| conservateurs                                     | 90     | José Sánchez Guerra                                |
| Conservateurs ciervistes                          | 15     | Juan de la Cierva y Peñafiel                       |
| Conservateurs mauristes                           | 10     | Antoine Maura                                      |
| Conservateurs de Dato                             | 5      | Eduardo Dato Iradier                               |
| Conservateurs indépendants                        | 5      |                                                    |
| Ligue régionaliste                                | 20     | Francesc Cambo                                     |
| Parti réformiste                                  | 18     | Melquiades Alvarez                                 |
| Parti socialiste ouvrier espagnol                 | 7      | Pablo Iglesias                                     |
| Parti républicain radical                         | 5      | Alexandre Lerroux                                  |
| Parti nationaliste basque                         | 1      | Manuel Aranzadi Irujo                              |
| Action catholique                                 | 1      | Luis García Guijarro                               |
| Agrariens                                         | 1      | Cándido Casanueva                                  |
| Carlistes et intégristes                          | 1      |                                                    |
| Divers républicains                               | 13     | Lluís Companys Joaquim Pi i Arsuaga Francesc Macià |
| Démocrates                                        | 3      |                                                    |
| Autres, indépendants ou indéfinis                 | 29     |                                                    |
| Vacants                                           | 31     |                                                    |
| Total                                             | 437    |                                                    |

### Galice (45 députés)

#### Circonscription de La Corogne (14 députés)

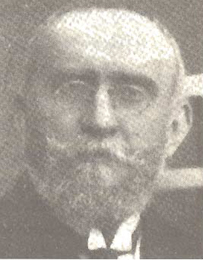
Juan Armada et Losada

- District 1, Santa Marta de Ortigueira :
  - Carlos Albert Despujols, démocrate, proclamé sans élection.
- District 2, Ferrol :
  - Ángel García Valerio, démocrate, proclamé sans élection.
- District 3, Puentedeume :
  - Julio Wais y San Martín, conservateur, proclamé sans élection.
- District 4, Betanzos :
  - José Sánchez Anido, vicomte de San Antonio, démocrate, proclamé sans élection.
- Circonscriptions 5, 6 et 7, La Coruña, circonscription plurinominale :
  - Juan Armada Losada, marquis de Figueroa, mauriste, proclamé sans élection.
  - Alfonso Gullón y García Prieto, démocrate, proclamé sans élection.
  - José del Moral Sanjurjo, conservateur.
- District 8, Corcubion :
  - Benito Blanco Rajoy y Espada, conservateur, proclamé sans élection.
- District 9, Murs :
  - José Reino Caamaño, démocrate, élection annulée.
- District 10, Saint Jacques de Compostelle :
  - Vicente Calderón y Montero Ríos, comte de San Juan, démocrate.
- District 11, Santa María de Órdenes :
  - Alfonso Senra Bernárdez, libéral agraire.
- District 12, Noya :
  - Ricardo Gasset Alzugaray, libéral agraire.
- District 13, Padrón :
  - Antonio Rodríguez Pérez, libéral agraire.
- District 14, Arzúa :
  - Généreux Martín-Toledano y Fernández, libéral agraire.

#### Circonscription de Pontevedra (11 députés)
- District 15, La Estrada :
  - Vicente Riestra Calderón, démocrate.
- District 16, Caldas de Reyes :
  - Bernardo Mateo-Sagasta y Echeverría, démocrate, proclamation sans élection.
- District 17, Cambados :
  - Wenceslao González Garra, conservateur, proclamation sans élection.
- District 18, Pont de Caldelas :
  - Raimundo Fernández-Villaverde y Roca de Togores, conservateur.
- District 19, Lalin :
  - Manuel Sáinz de Vicuña y Camino, démocrate, proclamation sans élection.
- District 20, Pontevedra :
  - Eduardo Vicenti Reguera, romanoniste.
- District 21, Vigo :
  - Rafael Gasset Chinchilla, libéral. Aussi élu pour Alcázar de San Juan (Ciudad Real ).
- District 22, Redondela :
  - Luis Zulueta Escolano, réformiste, proclamation sans élection.
- District 23, La Cañiza :
  - Alejandro Mon Landa, conservateur, proclamation sans élection.
- District 25, Puentezones :
  - Manuel Fernández Barrón, conservateur, proclamé sans élection.

#### Circonscription de Lugo (11 députés)
- District 26, Garderie :
  - José Soto Reguera ,
- District 27, Mondoñedo :
  - Felipe Lazcano y Morales de Setién, cervista, élection annulée.
- District 28, Ribadeo :
  - Ramón Bustelo González, romanoniste, proclamé sans élection.
- Circonscriptions 29, 30 et 31 Lugo, circonscription plurinominale :
  - Gerardo Doval y Rodríguez Formoso, romanoniste, proclamé sans élection.
  - Joaquín Quiroga Espín, libéral indépendant, proclamé sans élection.
  - Luis Rodríguez de Viguri, conservateur, proclamé sans élection.
- District 32, Fonsagrada :
  - Manuel Portela Valladares, démocrate, proclamé sans élection.
- District 33, Becerreá :
  - Joaquín Caro Arroyo, comte de Peña Ramiro, conservateur.
- District 34, Chantada :
  - Carlos Casas Couto, démocrate, proclamé sans élection.
- District 35, Monforte :
  - Carlos González Besada y Giráldez, conservateur.
- District 36, Quiroga :
  - José Lladó Vallés, romanoniste, proclamé sans élection.

#### Circonscription d'Orense (9 députés)
- District 37, Carballino :
  - Leopoldo García Durán, conservateur.
- District 38, Ribadavia :
  - José Estévez Carrera, conservateur.
- District 39, Orense :
  - Antonio Taboada Tundidor, conservateur.
- District 40, Puebla de Trives :
  - Prudence Rovira Pita .
- District 41, Valdeorras :
  - Francisco Barber Sánchez, démocrate.
- District 42, Celanova :
  - Roberto Pardo Ocampo, conservateur. Élection annulée et reconvoquée.
- District 43, Bande :
  - Gabino Bugallal Araujo, comte de Bugallal, conservateur.
- District 44, Guinzo de Limia :
  - Luis Usera Bugallal, conservateur.
- District 45, Verin :
  - Luis Espada Guntín, conservateur.

### Asturies

#### District d'Oviedo (14 députés)
- District 46, Castropol :
  - Melquiades Álvarez y González-Posada, réformiste, proclamé sans élection.
- District 47, Luarca :
  - Julián García San Miguel y Tamargo, marquis de Teverga, démocrate, proclamé sans élection.
- District 48, Pravia :
  - Alfredo Martínez y García-Argüelles, réformiste, proclamé sans élection.
- District 49, Avilés :
  - José Manuel Pedregal y Sánchez-Calvo, réformiste, proclamé sans élection.
- District 50, Gijón :
  - Francisco de Orueta y Estébanez-Calderón, réformiste.
- District 51, Villaviciosa :
  - Nicanor de las Alas Pumariño y Troncoso, conservateur, proclamé sans élection.
- District 52, Llanes :
  - Amadeo Álvarez García, réformiste, proclame sans élection.
- District 53, Tinéo :
  - Salvador Bermúdez de Castro O'Lawlor, marquis de Lema et duc de Ripalda, conservateur.
- District 54, Cangas de Tineo :
  - Leopoldo Palacios Morini, réformiste, proclamé sans élection.
- District 55, Belmonte :
  - Juan Uría Uría, démocrate, proclamé sans élection.
- Circonscriptions 56, 57 et 58 Oviedo, circonscription plurinominale :
  - Ramón Álvarez-Valdés y Castañón, réformiste.
  - Ignacio Herrero de Collantes, marquis d'Aledo, indépendant.
  - Manuel Llaneza Zapico, socialiste.
- District 59, Infest :
  - Manuel de Argüelles Argüelles, conservateur, proclamé sans élection.

### León (36 députés)

#### Circonscription de León (10 députés)
- District 60, Murias de Paredes :
  - José Álvarez Arias, conservateur.
- District 61, La Vecilla :
  - Fernando Merino Villarino, comte de Sagasta, démocrate, remplacé par Ildelfonso González-Fierro y Ordóñez, élection partielle du 26 août 1923[9].
- District 62, Riaño :
  - Carlos Merino y Mateo-Sagasta, comte de Sagasta, démocrate.
- District 63, Ponferrada :
  - José Lópéz López, démocrate.
- District 64, Villafranca del Bierzo :
  - Luis Belaunde Costa, Izquierda Liberal, proclamé sans élection
- District 65, Léon :
  - Fernando Merino Villarino, comte de Sagasta, démocrate.
- District 66, Sahagun :
  - Juan Barriobero Armas, baron de Río Tobia, démocrate.
- District 67, Astorga :
  - Manuel Gullón y García-Prieto, démocrate, proclamé sans élection.
- District 68, La Bañeza :
  - Antonio Pérez Crespo, démocrate, proclamé sans élection
- District 69, Valence de Don Juan :
  - Mariano Alonso-Castrillo y Bayón, démocrate.

#### Circonscription de Zamora (7 députés)
- District 113, Puebla de Sanabria :
  - José Abril Ochoa, romanoniste, proclamé sans élection.
- District 114, Benavente :
  - Leopoldo Tordesillas y Fernández Casariego, démocrate, proclamé sans élection.
- District 115, Alcañices :
  - Eduardo Cobián y Fernández de Córdoba, démocrate indépendant, proclamé sans élection.
- District 116, Villalpando :
  - Teodoro Seebold Zarauz, démocrate.
- District 117, Bermillo de Sayago :
  - Miguel Núñez Bragado, de Izquierda Liberal, proclamé sans élection. Le 12 juillet 1923, il démissionne pour avoir été nommé Royal Insurance Commissioner .
- District 118, Bull :
  - Alfonso Ramírez de Arellano y Esteban, marquis d'Encinares, marquis de Jódar, conservateur. Le 29 mai 1923, le rapport de la Cour suprême d'Espagne a été approuvé déclarant la nullité de l'élection.
- District 119, Zamora :
  - Santiago Alba Bonifaz, de Izquierda Liberal, proclamé sans élection.

#### Circonscription de Salamanque (7 députés)
- District 228, Ledesma :
  - Cándido Casanova Gorjón, agraire.
- District 229, Salamanque :
  - Juan Mirat Domínguez .
- District 230, Peñaranda de Bracamonte :
  - Diego Martín Veloz, conservateur.
- District 231, Vitigudino :
  - Luis Capdevila Gelabert, réformiste. Le 1er juin 1923, la Cour suprême prononce l'annulation, proclamant Enrique Carrión Vecín à sa place.
- District 232, Ciudad Rodrigo :
  - Clemente de Velasco y Sánchez-Arjona, romanoniste, proclamé sans élection.
- District 233, Sequeros :
  - Eloy Bullón Fernández, marquis de Selva Alegre, conservateur.
- District 234, Béjar :
  - Filiberto Villalobos González, réformiste.

#### Circonscription de Valladolid (7 députés)
- District 120, Villalón de Campos :
  - Justo González Garrido, de Izquierda Liberal, proclame sans élection.
- District 121, Nava del Rey :
  - José María Zorita Díez, Izquierda Liberal, proclamé sans élection.
- District 122, 123 et 124 Valladolid, circonscription plurinominale :
  - Emilio Gómez Díez, Izquierda Liberal.
  - Juan Antonio Llorente García, conservateur.
  - Leoncio Stampa Stampa, Izquierda Liberal.
- District 125, Médina del Campo :
  - Juan Antonio Gamazo Abarca, 1er comte de Gamazo, 3e marquis de Soto de Aller et 3e vicomte de Miravalles . mauriste, proclamé sans élection.
- District 126, Mayorga :

#### Circonscription de Palencia (5 députés)
- District 86, Cervera de Pisuerga :
  - Ramón Álvarez-Mon y Basanta, démocrate.
- District 87, Saldana :
  - Mariano Osorio Arévalo, marquis de Valdavia, conservateur.
- District 88, Carrión de los Condes :
  - Jerónimo Arroyo López, Izquierda Liberal.
- District 89, Astudillo :
  - Manuel Martínez de Azcoitia y Herrero, conservateur.
- District 90, Palencia :
  - Abilio Calderón Rojo, conservateur.

### Vieille-Castille (29 députés)

#### Circonscription de Santander (5 députés)
Les cinq députés furent proclamés sans élection conformément aux dispositions de l'article 29 de la loi électorale.
- Circonscriptions 70, 71 et 72, Santander, circonscription plurinominale :
  - Luis Fernández-Hontoria y Uhagón, conservateur, proclamé sans élection.
  - Enrique Melquíades Pico Martínez, démocrate, proclame sans élection.
  - Juan José Ruano de la Sota, conservateur, proclamé sans élection.
- District 73, Laredo :
  - Francisco Albo Abascal, conservateur, proclamé sans élection.
- District 74, Cabuerniga :
  - Pablo de Garnica y Echeverría, démocrate, proclamé sans élection.

#### Circonscription de Burgos (8 députés)
- District 91, Villarcayo :
  - Fernando María de Ybarra y de la Revilla, Marquis d'Arriluce de Ybarra, mauriste.
- District 92, Miranda de Ebro :
  - Diego de Saavedra et Gaitán de Ayala, démocrate.
- District 93, Castrojeriz :
  - Cástulo Gutiérrez Manrique, romanoniste.
- Circonscriptions 94, 95 et 96, Burgos, circonscription plurinominale :
  - Francisco Aparicio Ruiz, Cerviste.
  - Antonio de Arteche y Villabaso, marquis de Buniel, Izquierda Liberal.
  - Aurelio Gómez González, démocrate.
- District 97, Salas de los Infantes :
  - José Fournier Franco, démocrate.
- District 98, Aranda de Duero :
  - Santos Arias de Miranda y Berdugo, démocrate, proclamé sans élection.

#### Circonscription de Logroño (4 députés)
- District 102, Saint-Domingue de la Calzada :
  - Miguel Villanueva Gomez, démocrate.
- District 103, Logroño :
  - Amós Salvador y Sáenz-Carreras, démocrate.
- District 104, Torrecilla de Cameros :
  - Alberto Villanueva Labayen, démocrate, proclamé sans élection.
- District 105, Arnedo :
  - Isidoro Rodrigáñez et Sánchez-Guerra, démocrate.

#### Circonscription de Soria (4 députés)
- District 126, El Burgo de Osma :
  - Manuel Hilario Ayuso Iglesias, républicain fédéral.
- District 127, Soria :
  - Luis Marichalar Monreal, vicomte d'Eza, conservateur.
- District 128, Almazán :
  - Ignacio de Palacio Maroto, marquis de Llano de San Javier, conservateur.
- District 400, Agreda :
  - Jesús Cánovas del Castillo y Vallejo, conservateur.

#### Circonscription de Ségovie (4 députés)
- District 220, Cuellar :
  - Mariano Matesanz de la Torre, albiste, proclamé sans élection.
- District 221, Riaza :
  - José Gil de Biedma, conservateur.
- Quartier 222, Santa María de Nieva :
  - Pedro Iradier Elías, conservateur.
- District 223, Ségovie :
  - Humberto Llorente Regidor, libéral.

#### District d'Ávila (4 députés)
- District 224, Arévalo :
  - Alejandro Fernández Araoz, Izquierda Liberal.
- District 225, Piedrahita :
  - Jorge Silvela Loring, conservateur.
- District 226, Ávila :
- District 227, Arenas de San Pedro :
  - Emilio Ortuño Berte, conservateur, proclamé sans élection.

### Nouvelle-Castille (38 députés)

#### Circonscription de Madrid (13 députés)
- District 207, Torrelaguna :
  - Juan Aguilar López, démocrate.
- Circonscriptions 208, 209, 210, 211, 212, 213, 214 et 215, Madrid, circonscription plurinominale :
  - Julián Besteiro Fernández, socialiste, 21 417 voix.
  - Pablo Iglesias Posse, socialiste, 21 341 voix.
  - Manuel Cordero Pérez, socialiste, 21 074 voix.
  - Antonio Sacristán Zavala, indépendant ( Candidature monarchique et marchande de Madrid ), 20 650 voix.
  - Andrés Saborit Colomer, socialiste, 19 797 voix.
  - Fernando de los Ríos Urruti, socialiste, 19 793 voix.
  - Francisco García Molinas, romanoniste ( candidature monarchique et marchande de Madrid ), 19 288 voix.
  - Francisco Álvarez Rodríguez Villamil, réformiste ( Candidat Monarchique et Mercantile de Madrid ), 18 950 voix.
- District 216, Alcalá de Henares :
  - Prudencio Muñoz Álvarez, libéral agraire, 8 584 voix.
- District 217, Navalcarnero :
  - Juan Fernández Rodríguez ,
- District 218, Getafe :
  - Francisco de Ussía y Cubas, marquis d'Aldama, démocrate, proclamé sans élection.
- District 219, Chinchon :
  - Luis Ballesteros Tejada, romanoniste, proclamé sans élection.

#### Circonscription de Tolède (8 députés)
- District 242, Talavera de la Reina :
  - Tomás de Beruete y Udaeta, romanoniste, proclamé sans élection.
- District 243, Illescas :
  - Manuel Posada y García-Barros, démocrate.
- District 244, El Puente del Arzobispo :
  - Francisco Leyún Villanueva, mauriste.
- District 245, Torrijos :
  - Manuel de Taramona y Díaz de Entresotos, romanoniste, proclamé sans élection.
- District 246, Tolède :
  - José Félix de Lequerica y Erquiza, mauriste.
- District 247, Ocaña :
  - Adelaido Rodríguez y Fernández-Avilés, romanoniste.
- District 248, Orgaz :
  - José Díaz-Cordovés y Gómez, conservateur, proclamé sans élection.
- District 249, Quintanar de la Orden :
  - Práxedes Zancada Ruata, démocrate.

#### Circonscription de Ciudad Real (6 députés)
- District 266, Ciudad Real :
  - Fernando Acedo-Rico y Jarava, agraire libéral, proclamé sans élection.
- District 267, Daimiel :
  - Arsenio Martínez-Campos y de la Viesca, marquis de La Viesca de la Sierra, indépendant.
- Quartier 268, Alcázar de San Juan :
  - Rafael Gasset Chinchilla, libéral agraire. Également élu pour Vigo .
- District 269, Almaden :
  - Germán Inza Álvarez, libéral agraire,
- District 270, Almagro :
  - Ramón Díez de Rivera y Casares, marquis de Huétor de Santillán, remplace Santiago Ugarte Aurrecoechea[10].
- Quartier 271, Villanueva de los Infantes :
  - Pascual Díez de Rivera y Casares, conservateur.

#### Circonscription de Cuenca (6 députés)
- District 250, Huete :
  - Fernando Sartorius y Díaz de Mendoza, vicomte de Priego, conservateur, proclamé sans élection.
- District 251, Tarançon :
  - Enrique Gosalvez y Fuentes-Manresa, Cerviste. Mandat annulé[11].
- District 252, Cuenca :
  - Joaquín Fanjul Goñi, mauriste.
- District 253, Cañete :
  - José Ochoa Lledó, ne présente pas de lettres de créance à temps, doit se soumettre à un autre vote qu’il remporte.
- District 254, San Clemente :
  - Mariano Marfil García, conservateur, proclamé sans élection.
- District 255, Motilla del Palancar :
  - Manuel Casanova Conderana, démocrate, proclamé sans élection.

#### Circonscription de Guadalajara (5 députés)
- District 203, Sigüenza :
  - Alfredo Sanz Vives, romanoniste.
- District 202, Brihuega :
  - Fernando Luca de Tena e Ita, romanoniste.
- Quartier 204, Molina de Aragón :
  - Juan Núñez Anchústegui, romanoniste.
- District 205, Guadalajara :
  - Álvaro Figueroa Torres, comte de Romanones, remplacé par Carlos Figueroa y Alonso-Martínez, marquis de San Damián, romanoniste[12].
- District 206, Pastrana :
  - Manuel Brocas Gómez, romanoniste.

### Provinces basques (14 députés)

#### Circonscription de Biscaye (6 députés)
- District 75, Barakaldo :
  - José Luis Goyoaga Escario, conservateur.
- District 76, Bilbao :
  - Indalecio Prieto Tuero, socialiste.
- District 77, Guernica :
  - Venancio de Nardiz et Alegría .
- District 78, Valmaseda :
  - Gregorio Balparda de las Herrerías, Izquierda Liberal.
- District 79, Marquina :
  - Julio Francisco Domingo de Arteche y Villabaso, comte d'Arteche, libéral indépendant
- District 80, Durango :
  - Víctor Chávarri Anduiza, marquis de Triano, Ligue monarchique de Biscaye .

#### Circonscription du Guipuscoa (5 députés)
- District 81, Zumaya :
  - Alfonso de Churruca y Calbetón, mauriste.
- District 82, Saint-Sébastien :
  - León Lizaritury Martínez, conservateur.
- District 83, Azpeitia :
  - Manuel Senante Martínez, fondamentaliste.
- District 84, Tolosa :
  - Ricardo Oreja Elósegui, traditionaliste.
- District 85, Vergara :
  - Juan Urízar Eguiazu, indépendant.

#### District d'Álava (3 députés)
- District 99, Amurrio :
  - Valentin Ruiz Senén, indépendant.
- District 100, Vitoria :
  - Luis de Urquijo y Ussía, marquis d'Amurrio, indépendant.
- District 101, Laguardia :
  - Enrique Ocio y López de Haro, démocrate.

### Navarre

#### Circonscription de Navarre (7 députés)
- Circonscriptions 106, 107 et 108 Pampelune, circonscription plurinominale :
  - Manuel Aranzadi Irujo, 7 609 voix. nationaliste basque .
  - Joaquín Baleztena Azcárate, Jaimista, 7 533 voix,
  - Félix Amorena Martínez, mauriste, 6 319 voix.
- District 109, Aoiz :
  - Cándido Barricart Erdozain, mauriste, proclamé sans élection.
- District 110, Estella :
  - Manuel Gómez-Acebo y Modet, romanoniste, 4 744 voix.
- District 111, Tafalla :
  - Justo Garrán Moso, catholique indépendant. 5 802 voix.
- District 112, Tudela :
  - José María Méndez de Vigo y Méndez de Vigo, conservateur, 6 033 voix.

### Estrémadure (17 députés)

#### Circonscription de Cáceres (7 députés)
- District 235, Trous :
  - Juan Alcalá Galiano y Osma, comte de Romilla, conservateur.
- District 236, Coria :
  - Juan Muñoz Casillas, Izquierda Liberal.
- District 237, Alcántara :
  - Antonio Garay Vitorica, conservateur, proclamé sans élection.
- District 238, Plasence :
  - Arturo Gamonal Calaf, démocrate.
- District 239, Caceres :
  - Juan Vitorica Casuso, comte de Los Moriles, indépendant, proclamé sans élection.
- District 240, Navalmoral de la Mata :
  - José Rosado Gil, démocrate.
- District 241, Trujillo :
  - José Granda y Torres-Cabrera, démocrate, proclamé sans élection.

#### Circonscription de Badajoz (10 députés)
- Circonscriptions 256, 257 et 258, Badajoz, circonscription plurinominale :
  - Jesús Lopo Gómez, démocrate, 15 985 voix.
  - Antonio Callejo Sáez, 15 161 voix.
  - Francisco Marín y Beltrán de Lis, Marquis de la Frontera, mauriste, 14 850 voix.
- District 259, Mérida :
  - Mariano Larios Rodríguez, démocrate.
- District 260, Villanueva de la Serena :
  - Feliciano Gómez-Bravo y Martínez de la Mata, Izquierda Liberal.
- District 261, Don Benito :
  - Luis Hermida Villega, conservateur, mandat annulé.
- District 262, Almendralejo :
  - Antonio Texeira Perillán, démocrate.
- District 263, Castuera :
  - Álvaro de Figueroa y Alonso-Martínez, marquis de Villabrágima, romanoniste, proclamé sans élection.
- District 264, Fregenal de la Sierra :
  - Jesús Corujo Valvidares, romanoniste, proclame sans élection.
- District 265, Llerena :
  - Juan Uña Sartou, réformiste.

### Andalousie (75 députés)

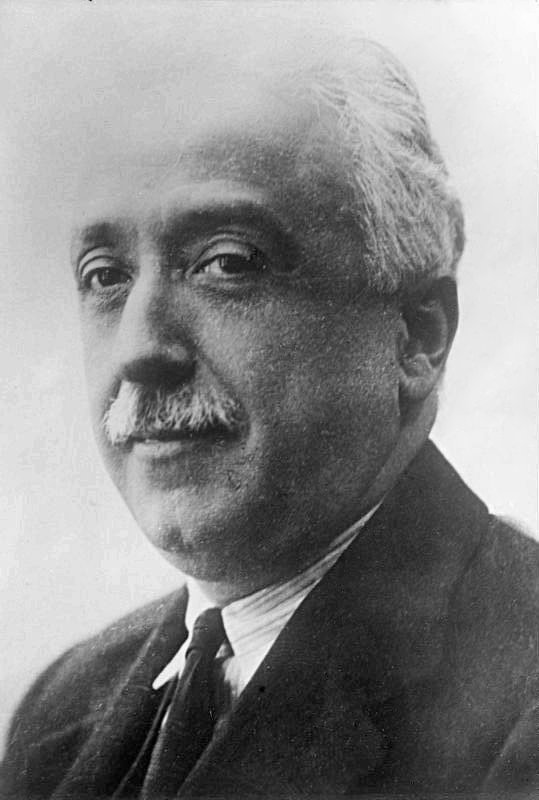
Niceto Alcalá-Zamora, député de La Carolina.

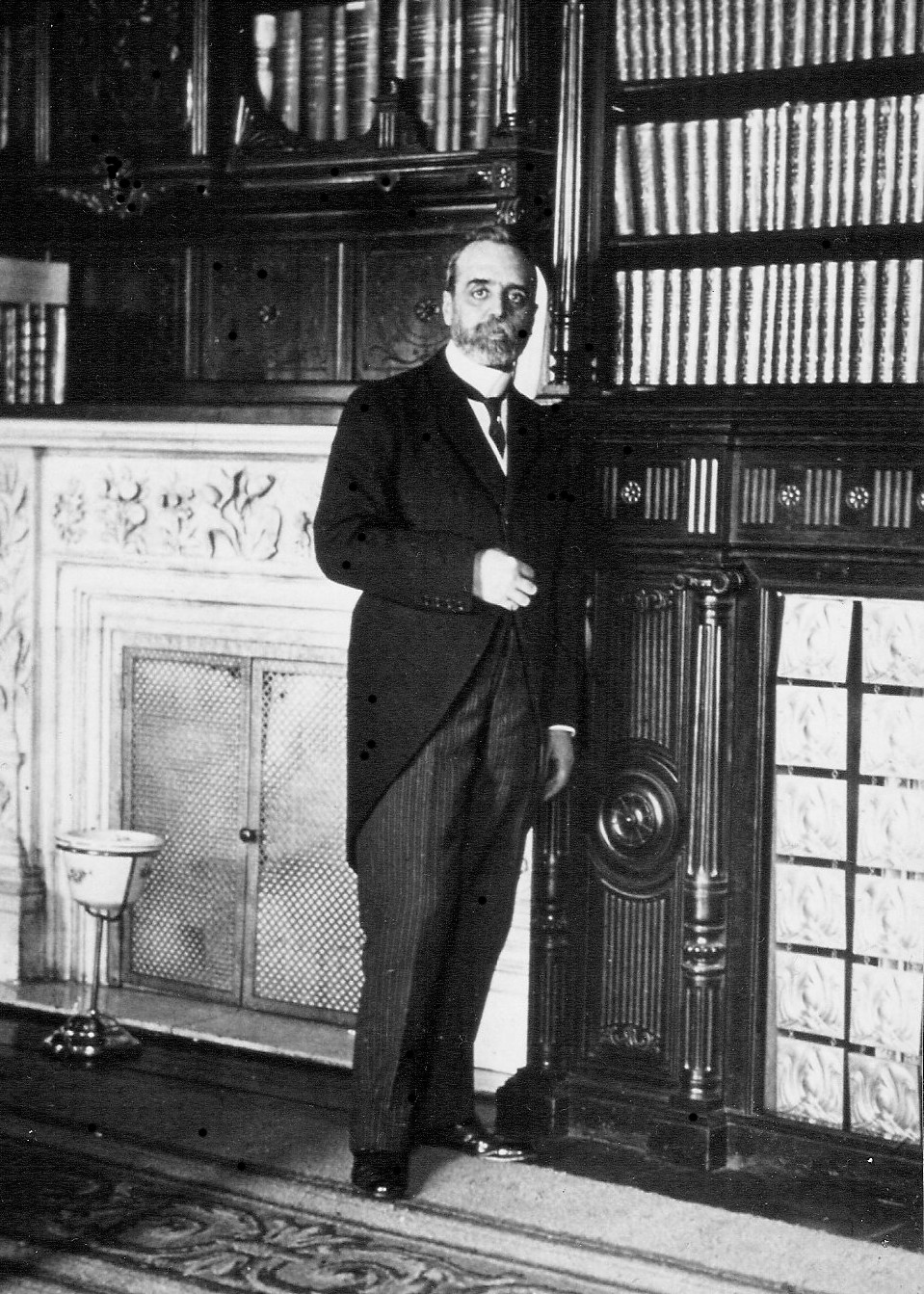
José Sánchez-Guerra y Martínez, représentant du district 314, Cabra.

#### District d'Almería (8 députés)
- District 356, Vélez Rubio :
  - Luis López-Ballesteros y Fernández, démocrate, proclamé sans élection.
- District 357, Purchena :
  - Julio Amado y Reygondaud de Villebardet, conservateur, proclamé sans élection.
- District 358, Vera : Augusto Barcia Trelles, indépendant, proclamé sans élection.
- Almería, circonscription plurinominale, districts 359, 360 et 361 :
  - Emilio Díaz-Moreu e Irisarry, démocrate, proclamé sans élection.
  - Manuel Jiménez Ramírez, conservateur, proclamé sans élection.
  - Luis Silvela Casado, proclamé sans élection.
- District 362, Berja :
  - José María Cervantes y Sanz de Andino, conservateur, proclamé sans élection.
- District 363, Sorbas :
  - Juan Gómez-Acebo y Modet, marquis consort de Zurgena, démocrate, proclamé sans élection.

#### Circonscription de Jaén (9 députés)
- District 317, Baeza : José María Yanguas Messia, conservateur, proclamé sans élection. Vicomte de Santa Clara de Avedillo ,
- District 318, La Carolina : Niceto Alcalá-Zamora y Torres, démocrate indépendant, proclamé sans élection.
- District 319, Úbeda : Luis Figueroa y Alonso-Martínez, comte de Dehesa de Velayos, romanoniste.
- District 320, Villacarrillo, Miguel Pastor Orozco, démocrate indépendant, proclame sans élection.
- District 321, Martos : Emilio Sebastián González, démocrate indépendant.
- Jaén, circonscription plurinominale, districts 322, 323 et 324 :
  - Virgilio Anguita Sánchez, libéral, proclamé sans élection.
  - Luis Fernández Ramos, démocrate, proclamé sans élection.
  - Pedro Villar Gómez, conservateur, proclame sans élection.
- District 325, Cazorla : Mariano de Foronda y González de Villarino, 2e marquis de Foronda, 1er comte de Torre Nueva de Foronda, 2e comte de Larrea, conservateur.

#### Circonscription de Cordoue (9 députés)

Armoiries de la province de Cordoue.

- District 308, Hinojosa del Duque :
  - José Castillejo y Castillejo, conservateur, proclamé sans élection.
- District 309, Posadas :
  - José Ortiz Molina, avocat, démocrate, proclamé sans élection.
- Circonscriptions 310, 311, 312 et 313, Cordoue, circonscription plurinominale :
  - Eugenio Barroso y Sánchez-Guerra, avocat, libéral-démocrate, proclamé sans élection.
  - Manuel Enríquez Barrios, avocat, conservateur, proclame sans élection.
  - José García Martínez, pharmacien, démocrate, proclamé sans élection.
- District 314, Chèvre :
  - José Sánchez-Guerra y Martínez, conservateur, proclamé sans élection.
- District 315, Lucena : ? Montilla :
  - José Fernández Jiménez, démocrate indépendant, proclamé sans élection.
  - Martín de Rosales y Martel, II duc d'Almodóvar del Valle, II marquis d'Alborroces, libéral-démocrate, proclamé sans élection.
- District 316, Priego de Córdoba :
  - Juan Bufill Torres, démocrate indépendant, proclamé sans élection.

#### Circonscription de Séville (13 députés)

Bouclier de la province de Séville

- Circonscriptions 296, 287, 298, 299 et 300, Séville, circonscription plurinominale :
  - Tomás de Ibarra y Lasso de la Vega, propriétaire, armateur, conservateur, 13 667 voix.
  - Francisco del Castillo, avocat, Izquierda Liberal, 12 224 voix.
- District 301, Carmona :
  - Lorenzo Domínguez Pascual, conservateur.
- District 302, Écija :
  - José Centeno González, avocat démocrate, proclamé sans élection.
- District 303, Sanlúcar la Mayor :
  - Carlos Cañal Migolla, avocat conservateur.
- District 304, Marchena :
  - Fernando Barón y Martínez Agullo, comte de Combí, conservateur, proclamé sans élection.
- District 305, Steppe :
  - Manuel Blasco Garzón, avocat, Izquierda Liberal.
- District 306, Utrera :
- District 307, Moron de la Frontera :
- District 401, Cazalla de la Sierra :
  - Ramón Charlo Gómez, avocat.

#### Circonscription de Huelva (4 députés)
- District 292, Huelva :
- District 293, Aracena :
- District 294, Valverde del Camino :
- District 295, La Palma :

#### Circonscription de Cadix (10 députés)
- Jerez de la Frontera, circonscription plurinominale : 
  - District 326,
  - District 327,
  - District 328,
- District 329, Grazalema:
- Cádiz, circonscription plurinominale : 
  - District 330,
  - District 331,
  - District 332,
- District 333,
- District 334, Algeciras:
- District 395, El Puerto de Santa María:

#### Circonscription de Grenade (11 députés)
- District 345 Loja :
  - Gonzalo Fernández de Córdoba y Morales, conservateur. Lors d'une séance tenue le 8 juin, le rapport de la Cour suprême proposant l'annulation de la proclamation faite par le comité de contrôle en faveur de José Chapaprieta Rodríguez a été approuvé.
- Circonscriptions 346, 347 et 348, Grenade, circonscription plurinominale :
  - Pascual Nacher Vilar avocat et professeur, romanonista, 14 213 voix.
  - Eduardo Moreno Agrela, avocat conservateur, 13 738 voix.
  - Agustín Rodríguez Agulilera, avocat, réformateur, 11 039 voix.
- District 349 Guadix :
  - Antonio Marín Hervás, cervista, proclamé sans élection.
- Astuce District 350 :
  - Heliodoro Suárez-Inclán y González, avocat démocrate, proclamé sans élection.
- District 351 Huéscar :
  - Félix Sánchez Eznarriaga, avocat, conservateur, proclamé sans élection.
- District 352 Alhama :
  - Joaquín de Montes y Jovellar, .
- District 353 Órgiva :
  - Natalio Rivas Santiago, avocat, de Izquierda Liberal, proclame sans élection.
- District 354 Motril :
  - Isidro Romero Civantos, avocat, démocrate, proclame sans élection.
- District 355 Albuñol :
  - Santiago Alba Bonifaz, admis et proclamé après l'approbation du mandat de Zamora où il fut également élu.

#### Circonscription de Malaga (11 députés)
- District 335, Archidona :
  - Alfonso Molina Padilla, de Izquierda Liberal, proclamé sans élection.
- District 336, Campillos :
  - Fabio Bergamín Gutiérrez, conservateur.
- District 337, Antequera :
  - José de Luna Pérez, conservateur, proclamé sans élection.
- District 338, Rond :
  - Ricardo López Barroso, réformiste, proclame sans élection.
- District 339, Vélez Malaga :
  - José Martín Velandia, conservateur.
- District 340, Torrox :
  - Juan Antonio Pérez-Urruti y Villalobos, cierviste.
- District 341, Gaucin :
  - Guillermo Moreno Calvo, Izquierda Liberal.
- District 342, 343 et 396 : Málaga, circonscription plurinominale :
  - Luis de Armiñán y Pérez, Izquierda Liberal, 14 744 voix.
  - Manuel Romero Raggio, Izquierda Liberal, 14 588 voix.
  - José Estrada Estrada, conservateur, 14 120 voix.
- District 344, Coin :
  - Eduardo Ortega y Gasset, proclamé sans élection.

### Région de Valence (32 députés)

#### Circonscription de Castellón de la Plana (7 députés)
- District 195, Morella :
  - Luis Montiel Balanzat, cierviste.
- District 196, Vinaroz :
  - Ramón Sáiz de Carlos, démocrate.
- District 197, Albocácer :
  - Ricardo de la Cierva y Codorníu, cierviste .
- District 198, Lucena del Cid :
  - Vicente Cantos Figuerola, démocrate, proclamé sans élection.
- District 199, Ségorbe :
  - Juan Navarro Reverter y Gomis, démocrate.
- District 200, Castellón :
  - Fernando Gasset y Lacasaña, républicain, proclamé sans élection.
- Quartier 201, Nules :
  - Faustino Valentin Torrejón, démocrate.